# Horacije Koklo
Horacije Koklo (latinski: Horatius Cocles) je jedan od heroja iz mitologije starih Rimljana. Cocles je bila latinska kratica za grčku riječ Cyclops što u prijevodu znači jednooki. 
Kada je 510. pr. Kr. etrurski kralj Lars Porsena napao Rim, kako bi na prijestolje pokušao vratiti svog rođaka Tarkvinija Oholog, Horacije se sam samcat isprječio cijeloj etrurskoj vojsci na Pons Subliciusu mostu koji je preko rijeke Tiber vodio u Rim. 
Horacije se tada hrabro borio protiv cijele vojske te joj do posljednjeg trenutka nije dozvolio da prijeđe most. Nakon svega je most zapalio i preplivao preko rijeke, odnosno utopio se kako kaže grčki povjesničar Polibije. Prema Liviju je preživio te za svoj pothvat bio nagrađen s onoliko zemlje koliko je mogao preorati u jednom danu.
Prema nekim izvorima Horacijeva i Mucijeva hrabrost navela je Porsenu da obustavi pohod na Rim, dok prema drugim Porsena ga je osvojio, ali se u njemu vrlo kratko zadržao. Koklo je poslije postao predmetom književnosti i umjetnosti te je naveliko hvaljen te je svojevrsni arhetip za sve junake koji bez ičije pomoći uništavaju horde neprijatelja. Primjer toga uz Kokla su Ahilej, Hektor i ostali.

## Vanjske poveznice
- Livius.org: Horacije Koklo Arhivirana inačica izvorne stranice od 8. kolovoza 2008. (Wayback Machine)